# Maciej Rybus
Maciej Rybus (Łowicz, 1989. augusztus 19. –) lengyel válogatott labdarúgó, az orosz Szpartak Moszkva középpályása.

## Pályafutása

### Klubcsapatban
Pályafutását a Pelikan Łowicz nevezetű csapatban kezdte, majd 2006 nyarán az MSP Szamotuły-hoz került. Itt mindössze egy szezont töltött és a Legia Warszawahoz került 2007-ben. 2007. november 15-én mutatkozott be a Legia színeiben egy kupamérkőzésen. A Legia edzője elégedett volt a teljesítményével és az első csapatba jelölte. Első bajnoki mérkőzését 2007. november 24-én játszotta. A 2007–08-as jobbára csereként állt be.
Első gólját 2007. decemberében szerezte a Górnik Zabrze ellen.
2012 nyarától az orosz Tyerek Groznij csapatát erősíti.
2016. június 21-én a francia Lyon szerződtette.
2017. július 19-én az orosz Lokomotyiv Moszkva játékosa lett.

### A válogatottban
A felnőtt válogatottban 2009. novemberében debütált egy Románia elleni barátságos mérkőzésen A következő válogatott találkozóján megszerezte első címeres mezben lőtt gólját Kanada ellen. 
Az Európa-bajnoki keretszűkítést követően a szövetségi kapitány Franciszek Smuda nevezte őt a 2012-es Eb-re készülő 23 fős keretébe.

#### Válogatottban szerzett gólok
| #  | Dátum              | Helyszín                                                | Ellenfél      | Gól | Eredmény | Esemény             |
| -- | ------------------ | ------------------------------------------------------- | ------------- | --- | -------- | ------------------- |
| 1. | 2009. november 18. | Zdzisław Krzyszkowiak Stadion, Bydgoszcz, Lengyelország | Kanada        | 1–0 | 1–0      | Barátságos mérkőzés |
| 2. | 2013. június 4.    | Stadion Cracovii, Krakkó, Lengyelország                 | Liechtenstein | 2–0 | 2–0      | Barátságos mérkőzés |

## Sikerei, díjai
- Legia Warszawa
  - Lengyel kupa: 2007–08
  - Lengyel szuperkupa: 2008–09
- Lokomotyiv Moszkva
  - Orosz bajnok: 2017–18
  - Lengyel kupa: 2018–19, 2020–21
  - Lengyel szuperkupa: 2019